# Киевское наместничество
Киевское наместничество — административно-территориальная единица Российской империи, образованная по указу императрицы Екатерины ІІ от 16 сентября 1781 года. C расформирмированием Войска Запорожского сотенно-полковое устройство на Днепре было упразднено. В состав наместничества была включенная территория Киевского, Переяславского, Лубенского и Миргородского полков. Делилось на 11 уездов:
- Киевский
- Острожский
- Козелецкий
- Переяславский
- Пирятинский
- Лубенский
- Миргородский
- Хорольский
- Градижский
- Золотоношский
- Голтвянский

В 1796 году к наместничеству были присоединены города Канев, Корсунь, Богуслав и Дымер, которые стали уездными (Каневский уезд, Корсунский уезд, Богуславский уезд, Дымерский уезд). Эта реформа так и не была полностью реализована. Административным центром наместничества был Киев, в котором находилось наместническое правление во главе с наместником — высшим звеном императорской администрации на территории Киевского наместничества. Наместник назначался непосредственно императрицей.
Киевское наместничество вместе с Черниговским и Новгород-Северским наместничествами составляло Малороссийское генерал-губернаторство, во главе которого был поставлен генерал-фельдмаршал Петр Румянцев-Задунайский.
В 1797 году Киевское наместничество вместе с другими наместничествами по указу императора Павла I от 12 декабря 1796 было упразднено. Подавляющая часть его территории вошла в состав воссозданных Киевской и Малороссийской губерний.

## Руководители наместничества

### Генерал-губернаторы
- 1782—1796 — Румянцев-Задунайский, Пётр Александрович
  - 1791—1793 — Кречетников, Михаил Никитич, испр. должность
  - 1793—1794 — Игельстром, Осип Андреевич, испр. должность

### Правители наместничества
- 1782—1795 — Ширков, Семён Ермолаевич
- 1796 — 17.06.1797 Красно-Милашевич, Василий Иванович